# Черкаська обласна організація НСПУ
Черкаська обласна організація Національної спілки письменників України — осередок Національної спілки письменників України в Черкаській області

## Історія
Попередницю організації, якою була Черкаська обласна організація СПУ, було зареєстровано у листопаді 1972 року. До цього факту приклали багато зусиль і таланту Микола Негода, Михайло Масло, Петро Линовицький, Майя Фролова, інші літератори краю.
Першим відповідальним секретарем обласної письменницької організації став Федір Моргун.
За роки існування у складі обласної організації СПУ відбувалася природна міграція. На Черкащину переїхали й поповнили письменницький осередок Костянтин Світличний і Василь Захарченко, прийняті до Спілки письменників Максим Гаптар, Іван Дробний, Валентина Кузьменко, Сергій Носань, Ляля Рубан, Василь Дергач, Людмила Тараненко, Сергій Підгорний, Микола Шапошник та багато інших. У цей час виїхали з Черкащини В. Марсюк, Л. Рубан, М. Вейцман, пішли із життя В. Безпалий, М. Масло, М. Гаптар, Ф. Моргун, С. Підгорний, І. Хайбулін, Г. Савчук, К. Світличний, А. Химко, П. Линовицький, М. Шапошник.
Вихованню нових талантів сприяє обласне літературне об'єднання ім. В. Симоненка.

## Ініціативи
За роки існування Черкаської обласної організації СПУ виходили колективні збірники, сторінки в яких надавалися переважно молодим авторам — «Черкаські поети — 89», «Черкаські поети — 90», «Толока», «Вітрила наших мрій», збірник творів російськомовних авторів «Новые страницы», регіональні збірники типу «Первоцвіт. Поети Маньківщини», «Світанки над Тясмином» (Чигирин), «Тарасова зоря» (Канів). В 70-80 роках виходили збірники «Привет с Днепра», «Любові щедрий цвіт», «Дніпрові зорі. Черкасам-700», колективні збірки авангардного спрямування 90-х «Боже, ми вільні» (автори: М. Бабак, І. Лавріненко, С. Левченко, Є. Найден) і «Доба туманів» (автори ті ж і М. Воробйов).
Значний внесок у розвиток літпроцесу краю вносить обласна і міськрайонна періодика. У 70-90 роках стали традиційними й набули неабиякої популярності літературні сторінки «Дніпрові зорі», «Ровесник», «Дніпряни» (Черкаси), «Дніпро» (Черкаський район), «Звенигора» (Звенигородка), «Златоград» (Золотоноша), «Тясмин» (Сміла), «Первоцвіт» (Катеринопіль), «Кобза» (Лисянка) та ін.
З 1993 року щопівроку виходить альманах обласної письменницької організації «Холодний Яр».
1976 року письменники Черкащини започаткували щорічне літературно-мистецьке свято «Поетичний жовтень», проведення якого після тривалої перерви відновлене кілька років тому. За ініціювання черкащан започатковане й утвердилося щорічне Міжнародне Шевченківське свято «В сім'ї вольній, новій».
Для стимулювання творчої праці письменників, публіцистів, краєзнавців, заохочення їх до нових звершень в області встановлено премії:
- 1994 року — літературно-публіцистична (з 2001 р. — літературна) Літературна премія «Берег надії» імені Василя Симоненка
- 1994 року — літературно-краєзнавча (з 2000-го — краєзнавча) премія імені Михайла Максимовича.
- з 2012 року — Всеукраїнська літературна премія імені Василя Симоненка,
- з 2013 року — Літературна премія імені Тодося Осьмачки.

До того ж з початку 2020-х вручаються літпреії ім. Д. Кононенка, ім. О. Влизька, ім. М. Томенка, ім. М. Масла, ім. І. Дробного, ім. М. Терещенка (за художній переклад), ім. П. Гулака-Артемовського (за сатиру і гумор), літературно-мистецька ім. М. Старицького. Проводяться конкурси творів (книг) для дітей «Лоскотон», новел ім. В. Захарченка.

## Склад
Зазначено станом на 1.01.2024 р.
| Повноваження секретаря | Повноваження секретаря         | Повноваження секретаря | Повноваження секретаря |
| №                      | ПІБ                            | Набуття                | Скасування             |
| ---------------------- | ------------------------------ | ---------------------- | ---------------------- |
| 1                      | Моргун Федір Овксентійович     | 1972                   | 1978                   |
| 2                      | Негода Микола Феодосійович     | 1978                   | 1988                   |
| 3                      | Сергій Носань                  | 1988                   | 1992                   |
| 4                      | Тараненко Людмила Василівна    | 1992                   | 1999                   |
| 5                      | Білоус Григорій Павлович       | 1999                   | 2010                   |
| 6                      | Коваленко Валентина Михайлівна | грудень 2010           | березень 2014          |
| 7                      | Ткаченко Володимир Тарасович   | березень 2014          | лютий 2018             |
| 8                      | Поліщук Володимир Трохимович   | з березня 2018 року    |                        |

| Склад | Склад                                  | Склад      | Склад      | Склад                           |
| №     | ПІБ                                    | Роки життя | Вступ      | Вибуття, примітки               |
| ----- | -------------------------------------- | ---------- | ---------- | ------------------------------- |
| 1     | Безпалий Василь Григорович             | 1901-1980  | 1970       | 31.10.1980                      |
| 2     | Білоус Григорій Павлович               | 1939-2011  | 25.02.1992 | 28.12.2011                      |
| 3     | Бонь Наталія Євгенівна                 | 1956       | 12.03.2020 |                                 |
| 4     | Брукс Тетяна Олександрівна             | 1958       | 12.03.2020 |                                 |
| 5     | Вербівська Катерина Іванівна           | 1962       | 08.04.2016 |                                 |
| 6     | Веренич (Горбань) Світлана Петрівна    | 1955       | 23.09.2010 |                                 |
| 7     | Вівчарик Назарій Олександрович         | 1985       | 31.10.2019 |                                 |
| 8     | Віргуш Наталія Василівна               | 1948       | 16.06.1972 | Виключена 29.05.2025            |
| 9     | Власюк Валерій Володимирович           | 1963       | 05.05.2023 |                                 |
| 10    | Галаєва Оксана Миколаївна              | 1980       | 25.04.2013 |                                 |
| 11    | Гаптар Максим Лукич                    | 1919-1988  | 1974       | 02.09.1988                      |
| 12    | Гончар Юлія Олегівна                   | 1982       | 15.02.2012 |                                 |
| 13    | Горбівненко Анатолій Тимофійович       | 1953       | 25.03.1997 |                                 |
| 14    | Горішна Наталія Володимирівна          | 1959       | 15.12.2008 |                                 |
| 15    | Григорович Ганна Володимирівна         | 1973       | 26.10.2023 |                                 |
| 16    | Даник Володимир Олексійович            | 1957       | 23.01.1996 |                                 |
| 17    | Даценко Леонід Миколайович             | 1963       | 23.09.2010 |                                 |
| 18    | Дергач (Дергачов) Василь Олексійович   | 1927-2021  | 25.06.1981 | 20.11.2021                      |
| 19    | Діхтяренко Григорій Юхимович           | 1950       | 30.09.1997 |                                 |
| 20    | Діхтяренко Олександр Петрович          | 1952       | 29.06.2023 |                                 |
| 21    | Дробний Іван Семенович                 | 1931-2018  | 18.11.1977 | 22.10.2018                      |
| 22    | Дубінін Іван Іванович                  | 1952       | 27.10.2004 |                                 |
| 23    | Дуплій Оксана Олегівна                 | 1989       | 29.04.2014 |                                 |
| 24    | Желєзняк Олена Олегівна                | 1983       | 26.02.2013 |                                 |
| 25    | Забудський Ігор Володимирович          | 1960-2021  | 27.05.2002 | 03.05.2021                      |
| 26    | Захарченко Василь Іванович             | 1936-2018  | 20.04.1982 | 05.12.2018                      |
| 27    | Зеленько Олександр Борисович           | 1940-2007  | 23.04.1998 | 03.10.2007                      |
| 28    | Зінченко Сергій Григорович             | 1962       | 29.06.2023 |                                 |
| 29    | Іванченко Михайло Григорович           | 1923-2015  | 17.04.2007 | 14.01.2015                      |
| 30    | Кикоть Валерій Михайлович              | 1961       | 18.06.1998 |                                 |
| 31    | Кисільова Тамара Іванівна              | 1946       | 31.05.2012 |                                 |
| 32    | Клименко (Синьоок) Ганна Андріївна     | 1980       | 31.10.2019 |                                 |
| 33    | Коваленко Валентина Михайлівна         | 1964       | 17.02.1998 |                                 |
| 34    | Коваленко Ігор Леонідович              | 1957       | 29.04.2014 | Виключений 29.05.2025           |
| 35    | Кузьменко-Волошина Валентина Федорівна | 1944       | 16.03.1977 |                                 |
| 36    | Лапіна Наталя Петрівна                 | 1953       | 2010       |                                 |
| 37    | Левченко Сергій Прокопович             | 1954-2019  | 16.05.1995 | 13.06.2019                      |
| 38    | Линовицький Петро Павлович             | 1943-2002  | 1970       | 16.04.2002                      |
| 39    | Лищенко Олексій Костянтинович          | 1942-2014  | 26.03.2003 | 14.02.2014                      |
| 40    | Луценко Зінаїда Валентинівна           | 1974       | 12.03.2020 |                                 |
| 41    | Масло Михайло Кирилович                | 1918-1984  | 1958       | 27.12.1984                      |
| 42    | Маснюк Валерій Левкович                | 1941       | 21.12.2023 |                                 |
| 43    | Месевря Ольга Іванівна                 | 1954       | 25.04.2013 |                                 |
| 44    | Моргун Федір Овксентійович             | 1910-1990  | 1950       | 04.05.1990                      |
| 45    | Мяус (Довгань) Олена Вікторівна        | 1984       | 23.10.2012 |                                 |
| 46    | Негода Микола Феодосійович             | 1928-2008  | 02.06.1956 | 11.09.2008                      |
| 47    | Носань Сергій Лукич                    | 1939-2019  | 18.01.1977 | 24.02.2019                      |
| 48    | Оберемок Віра Климівна                 | 1945-2015  | 15.02.2012 | 04.09.2015                      |
| 49    | Озірний Олексій Антонович              | 1954       | 14.05.1996 |                                 |
| 50    | Осипенко Юрій Степанович (письменник)  | 1954       | 21.12.2023 |                                 |
| 51    | Павленко Марина Степанівна             | 1973       | 29.05.1997 |                                 |
| 52    | Павленко Ольга Петрівна                | 1949       | 15.02.2012 |                                 |
| 53    | Пахаренко Василь Іванович              | 1964       | 29.09.1994 |                                 |
| 54    | Підгорний Сергій Миколайович           | 1949-1995  | 1987       | 15.02.1995                      |
| 55    | Поліщук Володимир Трохимович           | 1953       | 18.05.1999 |                                 |
| 56    | Поліщук Петро Миколайович              | 1952       | 27.05.2002 |                                 |
| 57    | Ракшанов Володимир Борисович           | 1956       | 29.05.1997 |                                 |
| 58    | Руднєв Сергій Миколайович              | 1943-2017  | 01.10.1996 | 15.04.2017                      |
| 59    | Савченко Анатолій Олексійович          | 1939-2014  | 03.12.2015 | 17.09.2014, за фактом посмертно |
| 60    | Савчук Григорій Сидорович              | 1941-2000  | 1998?      | 26.12.2000                      |
| 61    | Сафроненко Петро Дмитрович             | 1937       | 25.09.2012 |                                 |
| 62    | Світличний Костянтин Кирилович         | 1922-2001  | 1967       | 07.02.2001                      |
| 63    | Сироватський Віктор Миколайович        | 1941-2008  | 28.01.1999 | 06.02.2008                      |
| 64    | Скорина Віктор Григорович              | 1943       | 03.03.2017 |                                 |
| 65    | Скорина Людмила Вікторівна             | 1973       | 23.10.2012 |                                 |
| 66    | Солодар Олександр Іванович             | 1970       | 25.12.2006 |                                 |
| 67    | Солончук Людмила Леонідівна            | 1965       | 30.06.2005 |                                 |
| 68    | Софієнко Олексій Андрійович            | 1952-2011  | 26.06.1997 | 07.06.2011                      |
| 69    | Стеценко Станіслав Миколайович         | 1961       | 16.01.1997 |                                 |
| 70    | Тараненко Людмила Василівна            | 1948       | 15.04.1987 |                                 |
| 71    | Тичко Олексій Миколайович              | 1961-2021  | 08.04.2016 | 19.02.2021                      |
| 72    | Ткаченко Володимир Тарасович           | 1954       | 04.06.2009 |                                 |
| 73    | Ткаченко Сергій Миколайович            | 1957       | 05.02.1993 |                                 |
| 74    | Тупицький Юрій Петрович                | 1935-2019  | 31.05.2012 | 14.11.2019                      |
| 75    | Фролова Майя Флорівна                  | 1931-2013  | 15.02.1971 | 14.04.2013                      |
| 76    | Хайбуллін Іскандер Сабирович           | 1947-1999  | 1998       | 08.02.1999                      |
| 77    | Хименко (Химко) Андрій Іванович        | 1919-1991  | 1995       | 18.12.1991, СПУ посмертно       |
| 78    | Чепка Ольга Володимирівна              | 1969       | 08.04.2016 | з Київської ОО?                 |
| 79    | Чупак Таміла Петрівна                  | 1968       | 31.10.2019 |                                 |
| 80    | Шамрай Микола Якович                   | 1951       | 09.12.1997 |                                 |
| 81    | Шапошник Микола Данилович              | 1934-2009  | 05.02.1991 | 09.02.2009                      |
| 82    | Швед Ірина Вікторівна                  | 1986       | 16.10.2013 |                                 |
| 83    | Шинкарук Світлана Петрівна             | 1983       | 12.03.2020 |                                 |